# Great Wall Peri
La Great Wall Peri est une petite voiture chinoise dont le style copie à la fois celui de la Nissan Note (première génération) et de la Fiat Panda (deuxième génération). La Peri est sortie en mars 2008.
Une version d'apparence tout-chemin de la Peri est sortie en septembre 2009 sur le marché chinois sous l'appellation Great Wall Peri Cross puis Great Wall Haval M1.

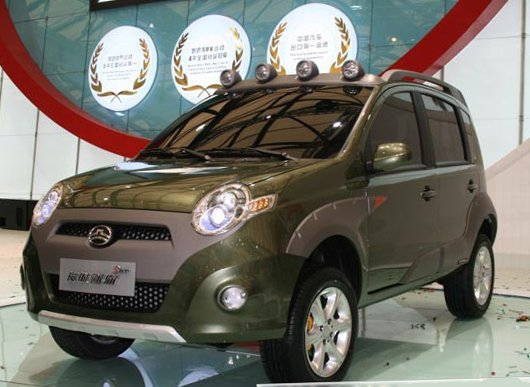
Great Wall Peri Cross.